# Hrvatsko komunikacijsko društvo
Hrvatsko komunikacijsko društvo (kratica: HKD, engl. Croatian Communication Association) je stručna udruga s ciljem promicanja komuniciranja i komunikacijske znanosti u Hrvatskoj. Udruga je osnovana 1995., a sjedište je u Zagrebu. Predsjednica društva je prof.dr.sc. Smiljana Leinert-Novosel.

## Ciljevi društva
Ciljevi HKD-a su  promicanje komuniciranja i komunikacijskih znanosti u Hrvatskoj, te 
- unaprijeđenje javnog komuniciranja
- razvijanje komuniciranja na područja odnosa s javnošću
- poticanje korporativne komunikacije u poduzećima, korporacijama i organizacijske komunikacije ustanovama
- unaprijeđivanje komuniciranja na području promidžbe
- okupljanje profesionalnih djelatnika
- općenito poticanje i razvijanje komunikacijske prakse i komunikacijske znanost

## Povijest

### Predpovijest
Početkom 1990. u Hrvatskoj događali su se vrlo složeni komunikacijski procesi. Završava doba komunističkog jednoumlja, a demokratski poredak se stvara. Pred znanstvenicima, koji su se bavili komunikacijama, postavilo se pitanje demokratičnosti javnog komuniciranja, odnosno pluralizam, mišljenja i medija. Znanstvenici trebali su detektirati i odrediti temeljno značenje komunikacijskog procesa. Iako iz današnjeg pogleda ovakvi ciljevi izgledaju prilično čudni, tada je vladalo doba u kojem je definicija novinara bila: novinar je "društveno politički radnik".
Pluralizmom medija ostvaruje se i normalizacija društvene svijesti i duhovnog stanja u okvirima demokracije. To je bilo vrijeme kada se novinari i drugi sudionici komunikacijskog procesa tek navikavaju na razlike u mišljenjima.

### Osnivanje društva i prva faza djelovanja (1992. – 1995.)
Ideja o potrebi osnivanja komunikacijskog društva javila se 1992. godine. Prvih nekoliko godina (1992. – 1995.) aktivnosti su se odvijale u okviru komunikološko-novinarskog odsjeka i Aktiva novinarskog društva koji je tada djelovao na Fakultetu političkih znanosti. 
Hrvatsko komunikacijsko društvo utemeljeno je 1. prosinca 1995. godine. Osnivač i prvi predsjednik društva bio je ugledni znanstvenik i profesor na Fakultetu političkih znanosti prof.dr. Pavao Novosel. Tajnik je bio prof.dr. Marko Sapunar.

### Znanstvene rasprave i druga faza djelovanja (1995. – 2002.)
Pred komunikacijsku znanost postavlja se niz pitanja i dilema na koja je trebalo dati odgovor i pomoći u razvitku demokratsko-pluralističkog razvoja medija i društva.
Društvo je kao oblik izabrao održavanje znanstvenih i stručnih rasprava, kroz tribine, skupove i konferencije. Najsnažniji odjek u javnosti imali su znanstveni simpoziji koje je organiziralo Hrvatsko komunikacijsko društvo u suradnji s Fakultetom političkih znanosti. 
Tijekom prve i druge faze djelovanja održano je devet znanstveno-stručnih simpozija s kojih je izašlo devet zbornika radova pod nazivom Trenutak hrvatske komunikacije. U njima se ocrtava razvitak komunikacijske misli na ovim prostorima. Objavljeno je 122 znanstveno stručna rada, koja su izlagali brojni eminentni znanstvenici iz Hrvatske i inozemstva.

### Treća faza djelovanja (2006. – 2010.)
Smrću predsjednika društva prof. Pavla Novosela dolazi do smanjivanja aktivnosti društva. Godine 2006. na izbornoj skupštini dolazi do smjene generacije. Predsjednik društva postaje doc.dr. Zoran Tomić, a tajnik mr.sc. Igor Kanižaj. 
U prosincu 2006. održava se na Fakultetu tribina o krizi novinarske profesije, na kojema novinari, znanstvenici i studenti raspravljaju o uzrocima i šansama, te daju kritički osvrt na stanje profesije novinara, etičkih norma u novinarstvu i ugrožavanje slobode novinara od njenih vlasnika.
U veljači 2007. društvo organizira međunarodni znanstveni skup Mediji i odnosi s javnošću, na kojemu pored znanstvenika i studenata sudjeluju i profesionalni PR-ovci i novinari. Ukupno je dano 18 radova o različitim aspektima te tematske cjeline.

### Aktualna djelatnost
U studenome 2011. skupština društva bira novog predsjednika, Izvršni odbor i Nadzorni odbor. U suradni s Fakultetom političkih znanosti utemeljen je novi znanstveni časopis za medije, komunikaciju, novinarstvo i odnosa s javnošću "Medijske studije", za glavnu urednicu imenuje se Viktorija Car.

## Ustrojstvo društva
Društvo je udruga građana i pravna osoba. Najviši akt je statut društva. Skupštinu društva čine njeni punopravni članovi. Oni biraju predsjednika i Izvršni odbor udruge.

## Vodstvo
- Predsjednica: Smiljana Leinert-Novosel